# آرام‌اس کوئین مری ۲
آرام‌اس کوئین مری ۲ (به انگلیسی: RMS Queen Mary 2) یک کشتی است که طول آن ۱٬۱۳۲ فوت (۳۴۵ متر) و ارتفاع آن ۲۳۶٫۲ فوت (۷۲٫۰ متر) می‌باشد. این کشتی در سال ۲۰۰۳ ساخته شد.